# Tamara Dałhaszej
Tamara Siarhiejeuna Dałhaszej (biał. Тамара Сяргееўна Далгашэй, ros. Тамара Сергеевна Долгошей, Tamara Siergiejewna Dołgoszej, ur. 27 lipca 1960 we wsi Sawiczy w rejonie brahińskim) – białoruska kardiolożka i polityczka, członkini Rady Republiki Zgromadzenia Narodowego Białorusi V kadencji, deputowana do Izby Reprezentantów Białorusi VI i VII kadencji.

## Życiorys
Urodziła się 27 lipca 1960 we wsi Sawiczy w rejonie brahińskim obwodu homelskiego Białoruskiej SRR, ZSRR. Ukończyła Grodzieński Państwowy Instytut Medyczny (GPIM), uzyskując wykształcenie lekarki kardiolożki. 
Pracowała jako lekarka internistka Homelskiego Szpitala Obwodowego, lekarka-kardiolożka Homelskiego Obwodowego Ambulatorium Kardiologicznego, kierowniczka Wydziału Kardiologicznego, zastępczyni lekarza naczelnego sekcji medycznej Homelskiego Obwodowego Ambulatorium Kardiologicznego, kierowniczka Wydziału Kardiologicznego Grodzieńskiego Obwodowego Ambulatorium Kardiologicznego, asystentką Katedry Terapii Szpitalnej GPIM, zastępczyni lekarza naczelnego Wydziału Kardiologicznego Grodzieńskiego Obwodowego Ambulatorium Kardiologicznego, lekarka naczelna Grodzieńskiego Obwodowego Klinicznego Centrum Kardiologicznego.
Pełniła funkcję deputowanej do Grodzieńskiej Obwodowej Rady Deputowanych XXV i XXVI kadencji. Była członkinią Rady Republiki Zgromadzenia Narodowego Białorusi V kadencji. Pełniła w niej funkcję zastępczyni przewodniczącego Stałej Komisji ds. Edukacji, Nauki, Kultury i Rozwoju Społecznego i członkini Stałej Komisji Międzyparlamentarnego Zgromadzenia Państw-Członków Wspólnoty Niepodległych Państw ds. polityki społecznej i praw człowieka.
Od 11 października 2016 rok została deputowaną do Izby Reprezentantów Białorusi VI kadencji z grodzieńskiego-leninskiego okręgu wyborczego nr 52. Pełniła w niej funkcję członkini Stałej Komisji ds. Międzynarodowych. Należała do Międzyparlamentarnej Komisji ds. Współpracy Zgromadzenia Narodowego Białorusi i Zgromadzenia Narodowego Armenii, a także do grup roboczych ds. współpracy z parlamentami Węgier i Izraela.
Następnie została deputowaną do Izby Reprezentantów VII kadencji z tego samego okręgu. Pełni w niej funkcję członkini Stałej Komisji ds. Ekologii, Zarządzania Przyrodą i Katastrofy Czarnobylskiej. Należy do Delegacji Zgromadzenia Narodowego w Zgromadzeniu Międzyparlamentarnym Państw-Członków Wspólnoty Niepodległych Państw, a także do grup roboczych ds. współpracy z parlamentami Gruzji, Egiptu, Meksyku, Rumunii i Tajlandii. 

## Nagrody i odznaczenia
Tamara Dałhaszej jest wyciężczynią krajowego konkursu Białoruskiego Związku Kobiet „Kobieta Roku-2010” w kategorii „Za Kobiece Męstwo” i obwodowego konkursu „Najlepszy Szef Roku” (2008) w kategorii „Najlepszy Szef Instytucji Ochrony Zdrowia”. Ponadto otrzymała następujące nagrody i odznaczenia:
- Medal Jubileuszowy „70 Lat Wyzwolenia Republiki Białorusi od Niemiecko-Faszystowskich Okupantów”[2];
- Medal Jubileuszowy „70 Lat Zwycięstwo w Wielkiej Wojnie Ojczyźnianej 1941–1945”[2];
- Gramota Pochwalna Zgromadzenia Narodowego Republiki Białorusi[1][2];
- Gramota Pochwalna Rady Międzyparlamentarnego Zgromadzenia Państw-Członków Wspólnoty Niepodległych Państw[2];
- Gramota Pochwalna Grodzieńskiego Obwodowego Komitetu Wykonawczego;
- Gramota Pochwalna Grodzieńskiej Obwodowej Rady Deputowanych;
- gramoty pochwalne Urzędu Ochrony Zdrowia Obwodowego Komitetu Wykonawczego, Prezydium Komitetu Obwodowego Grodzieńskiej Organizacji Obwodowej Białoruskiego Związku Zawodowego Pracowników Ochrony Zdrowia[2];
- Medal „Czcigodna Eufrozyna Igumena Połocka”[1][2];
- odznaka „Wybitny Pracownik Ochrony Zdrowia Republiki Białorusi”[1][2].

## Życie prywatne
Tamara Dałhaszej ma córkę.